# 比馬文
比馬文是印尼本土的文字之一，被比馬人用作他們的民族書寫系統。

## 結構
書寫方向基本上由左向右，再從上到下。但其實也可以先上到下，然後再向左或右。